# Municipio Jesús Enrique Lossada

El Municipio Jesús Enrique Lossada, ubicado al noroeste del lago de Maracaibo, es uno de los veintiuno que componen el estado Zulia en Venezuela y uno de los cinco que hacen parte del Área metropolitana de Maracaibo. Posee una superficie de 3101 km² y una población de 120 478 habitantes para 2023. La capital del municipio es La Concepción.

## Toponimia
El municipio recibe su nombre en honor al escritor y docente Jesús Enrique Lossada (1892 - 1948).

## Historia
La actividad agrícola comenzó a desarrollarse en la zona en 1776, para 1780 se fundó el hato Los Teques y en el mismo siglo XVIII el hato La Concepción.
El descubrimiento de petróleo por la Shell en los años 1920 en los campos La Concepción y La Paz, convirtió a la producción petrolera en la principal actividad del municipio y estimuló el incremento de la población de La Concepción.
Territorialmente comenzó siendo parte del Cantón Maracaibo y luego del Distrito Maracaibo, en 1989 se estableció como municipio independiente tomando el nombre de Jesús Enrique Lossada y estableciendo su capital en La Concepción, además de elegir a su primer alcalde.
Durante el primer mandato del doctor Oswaldo Álvarez Paz, que fue el gobernador de estado Zulia durante el año 1991-1995, se concluyó la entrada al municipio y el bulevar.
El 7 de septiembre de 2015 el presidente venezolano, Nicolás Maduro declara parcialmente un Estado de excepción en el estado fronterizo del Zulia, por la crisis diplomática con Colombia originado por los acontecimientos ocurridos en el Estado Táchira el 21 de agosto del mismo año. Para esa fecha fueron tres los municipios afectados por la acción presidencial. El día 15 del mismo mes el cierre de frontera y la aplicación del estado de excepción se extiende a otros siete municipios de la entidad zuliana, siendo esta entidad municipal uno de los municipios afectados por la medida presidencial.

## Geografía

### Parroquias
1. La Concepción (capital)
2. San José
3. Mariano Parra León
4. José Ramón Yépez

### Poblaciones
- La Concepción
- La Paz
- Jobo Alto
- San Jose
- Los Teques

### Clima
El municipio presenta tres tipos de paisajes: plano, con suelos bien drenados sin problemas de salinidad; paisaje de colina, son suelos de textura media susceptibles a la erosión; y paisaje de montaña en la sierra de Perijá limítrofe con Colombia, son suelos pocos profundos, de escaso desarrollo, lavados y con pocos problemas de fertilidad.
Presenta un clima de Bosque húmedo tropical, Bosque muy húmedo tropical, Bosque húmedo montano bajo. Las precipitaciones se incrementan de norte a sur y de este a oeste con una variación de 550-1500 mm.

## Economía
También presenta actividad agrícola, destacándose la producción de uvas de mesa, sorgo garnero y merey, además de una importante producción ganadera. Sin embargo, la actividad principal del municipio es la industria petrolera, concentrada en los campos La Paz y La Concepción, junto con actividades asociadas como empresas de servicios, mantenimiento y laboratorios ubicados en La Concepción.

### Turismo
La Concepción es conocida por sus restaurantes, su ubicación y vialidad la hacen de fácil acceso desde Maracaibo. El municipio también cuenta con balnearios fluviales y clubs campestres, así como la Cueva El Samán la tercera más grande del país.

## Transporte
El municipio cuenta con vías amplias siendo la principal la vía La Concepción que comienza en Maracaibo en la Avenida La Limpia en el sector la curva de Molina y pasa por La Concepción y llega hasta La Paz. Los ríos no son navegables, y el municipio no cuenta con aeropuerto pero no se encuentra lejos del Aeropuerto Internacional de La Chinita ubicado en el Municipio San Francisco.

## Cultura
El acervo cultural del municipio es importante y conocido a través de sus diversos artistas, entre los que pueden mencionarse los pintores Filiberto Cuevas, Alexander López y Melvin Ávila, cuyas obras han sido exhibidas en múltiples escenarios culturales. El primero recibió el premio Arturo Michelena en 1971 y al año siguiente los premios Emilio Boggio y del ejecutivo del estado Aragua.
Tradicionalmente se realizan distintos actos teatrales y culturales en diferentes fechas del año, entre ellas tenemos:
El 12 de octubre día de la Resistencia Indígena donde grupos de personas realizan el popular baile la chicha maya en diferentes partes del municipio. 
La Yonna es una manifestación tradicional folclórica de nuestra guajira, pródiga en tradiciones y autenticidad donde todos se deleitan al compás de tambor, que animoso marca el paso de la pareja de bailadores. Y por ser uno de los municipios con un alto porcentaje de su población indígenas observamos estos bailes tradicionales de su cultura.
El 6 de julio de cada año le hacen homenaje a las danzas los Diablos de Yare danza programada por el representante cultural del municipio Jesús Enrique Losada. Las Danzas Lossadeñas son un ritmo universal antiquísimo, semejante al aire español llamado "lanceros". Reviste diferencias y modalidades especialmente por lo alegre de su melodía y por la forma, aunque acompasada más viva y movida, que la danza ordinaria de otras regiones de Venezuela.
La banda Doctor Cristóbal Mendoza quien representa a los lossadeños es una de las más antiguas del municipio desde el año 1975 integrada por un grupo de jóvenes; quienes por su talento han logrado ser una de las mejores bandas musicales representando al municipio siendo la más destacada y premiada.
Por otra parte podemos señalar los bailes de chimbangueles que se realizan todos los años el día 27 de enero, donde el pueblo recorre las calles del municipio durante 4 días seguidos,  en honor a San Benito de Palermo. Los Chimbangueles es una manifestación cultural de los "pueblos africanos", que alrededor de tambores y vasallos, los devotos danzan al golpe del ritmo contagioso y palpitante en honor a San Benito de Palermo.
También existen bandas musicales como los son: Calor Zuliano, Bailaos, Tambores Cupaya, Vaivén Vallenato.
Uno de los lugares más sagrados y especiales para los lossadeños es la iglesia católica Santa Mónica ubicada en la plaza La Concepción donde se escuchan las misas, bautizos, primeras comuniones, confesionarios, misas comunitaria, misas familiares, eventos culturales. La iglesia está repleta de maravillas; algunos piensan que se pueden hallar un creador inteligente para fortalecer algunas de las actividades recreativas.

## Símbolos

### Bandera
En la bandera del municipio elaborada por Juan José Ramón Amaya Uriana, las 4 estrellas representan las cuatro parroquias —La Concepción (capital), San José, Mariano Parra León y José Ramón Yépez—, el color verde al área agrícola/pecuaria y el negro a las áreas petroleras por excelencia. Presentada en concurso abierto convocado por el Concejo Municipal del Municipio Dr. Jesús Enrique Lossada donde participaron todas las instituciones educativas y la población en general. La presidenta del jurado fue la concejal Elsa Vílchez, y el veredicto fue dado a conocer el 14 de diciembre de 2001.
El himno del municipio fue compuesto por el profesor Jairo Colina y el Escudo por la señora Nerilda de Ferrer.

## Política y gobierno

### Alcaldes
| Período     | Alcalde            | Partido político / Alianza | % de votos | Notas |
| ----------- | ------------------ | -------------------------- | ---------- | --- |
| 1989 - 1992 | Pedro Aldana Abreu | COPEI                      | 45,52      | Primer alcalde bajo elecciones directas |
| 1992 - 1995 | Pedro Aldana Abreu | COPEI                      | 55,23      | Reelecto |
| 1995 - 2000 | Mario Urdaneta     | AD                         | -          | Segundo alcalde bajo elecciones directas (se realizaron elecciones generales adelantadas en el 2000 debido a la aprobación de la Constitución de 1999) |
| 2000 - 2004 | Mario Urdaneta     | AD                         | 45,88      | Reelecto |
| 2004 - 2008 | Mario Urdaneta     | AD                         | 48,40      | Reelecto |
| 2008 - 2013 | Rosiris Orozco     | UNT                        | 42,87      | Tercer alcalde bajo elecciones directas (se postergan 1 año las elecciones municipales pautadas para finales del 2012)                                 |
| 2013 - 2017 | Mario Urdaneta     | PSUV                       | 57,13      | Cuarto alcalde bajo elecciones directas |
| 2017 - 2021 | Junior Mujica      | PSUV                       | 60,86      | Quinto alcalde bajo elecciones directas |
| 2021 - 2025 | Danilo Añez        | PSUV                       | 60,60      | Sexto alcalde bajo elecciones directas |

### Concejo municipal
Período 1989 - 1992
| Concejales:         | Partido político / Alianza |
| ------------------- | -------------------------- |
| Nolberto Villalobos | COPEI                      |
| Juan Carlos Rojas   | COPEI                      |
| Leonardo González   | COPEI                      |
| Antonio Padrón      | COPEI                      |
| José Ferrer Madris  | COPEI                      |
| Elsa Vilchez        | AD                         |
| Atilio Fuenmayor    | AD                         |
| Heneira Fuenmayor   | AD                         |
| León Rivero         | MAS                        |

Período 1992 - 1995
| Concejales:         | Partido político / Alianza |
| ------------------- | -------------------------- |
| Francisco Páez      | COPEI                      |
| Nolberto Villalobos | COPEI                      |
| Leonardo González   | COPEI                      |
| Danilo Morales      | COPEI                      |
| Antonio Troconis    | COPEI                      |
| Jesús Urdaneta      | AD                         |
| Jorge Urdaneta      | AD                         |
| Nelson Portillo     | AD                         |
| Angel Villalobos    | AD                         |

Período 1995 - 2000
| Concejales:      | Partido político / Alianza |
| ---------------- | -------------------------- |
| Elsa Vilchez     | AD                         |
| Angel Villalobos | AD                         |
| Luis Fuenmayor   | AD                         |
| Jesus Urdaneta   | AD                         |
| Euro Paz         | AD                         |
| Jorge Urdaneta   | AD                         |
| Ida de Quica     | COPEI                      |
| Francisco Páez   | COPEI                      |
| Danilo Morles    | CONVERGENCIA               |

Período 2013 - 2018:
| Concejales      | Partido político / Alianza |
| --------------- | -------------------------- |
| Eligio Rubio    | PSUV                       |
| Ryder Rivero    | PSUV                       |
| Logia Pérez     | PSUV                       |
| Cristal Herrera | PSUV                       |
| Idelson Padrón  | PSUV                       |
| Dervis Oliveros | PSUV                       |
| Sinecio Mujica  | PSUV                       |
| Euro Paz        | MUD                        |
| Jose inciarte   | (Representación Indígena)  |

Período 2018 - 2021
| Concejales       | Partido político / Alianza |
| ---------------- | -------------------------- |
| Gabriela García  | PSUV                       |
| Ryder Rivero     | PSUV                       |
| Humberto Briceño | PSUV                       |
| Yngre Nuñez      | PSUV                       |
| Daniel Corobo    | PSUV                       |
| Verimar Sánchez  | PSUV                       |
| Cristal Herrera  | PSUV                       |
| Danilo Añez      | PSUV                       |
| Lucila Estrada   | (Representación Indígena)  |

Período 2021 - 2025
| Concejales:         | Partido político / Alianza |
| ------------------- | -------------------------- |
| Francisco Fuenmayor | PSUV                       |
| Aida Molleja        | PSUV                       |
| Willians Villalobos | PSUV                       |
| Ignora Díaz         | PSUV                       |
| Rafael Bravo        | PSUV                       |
| Danilo Morles       | PSUV                       |
| Joel Villalobos     | MUD                        |
| Joenio Negrette     | MUD                        |
| Aldeny García       | (Representación indígena)  |